# 샤오윈

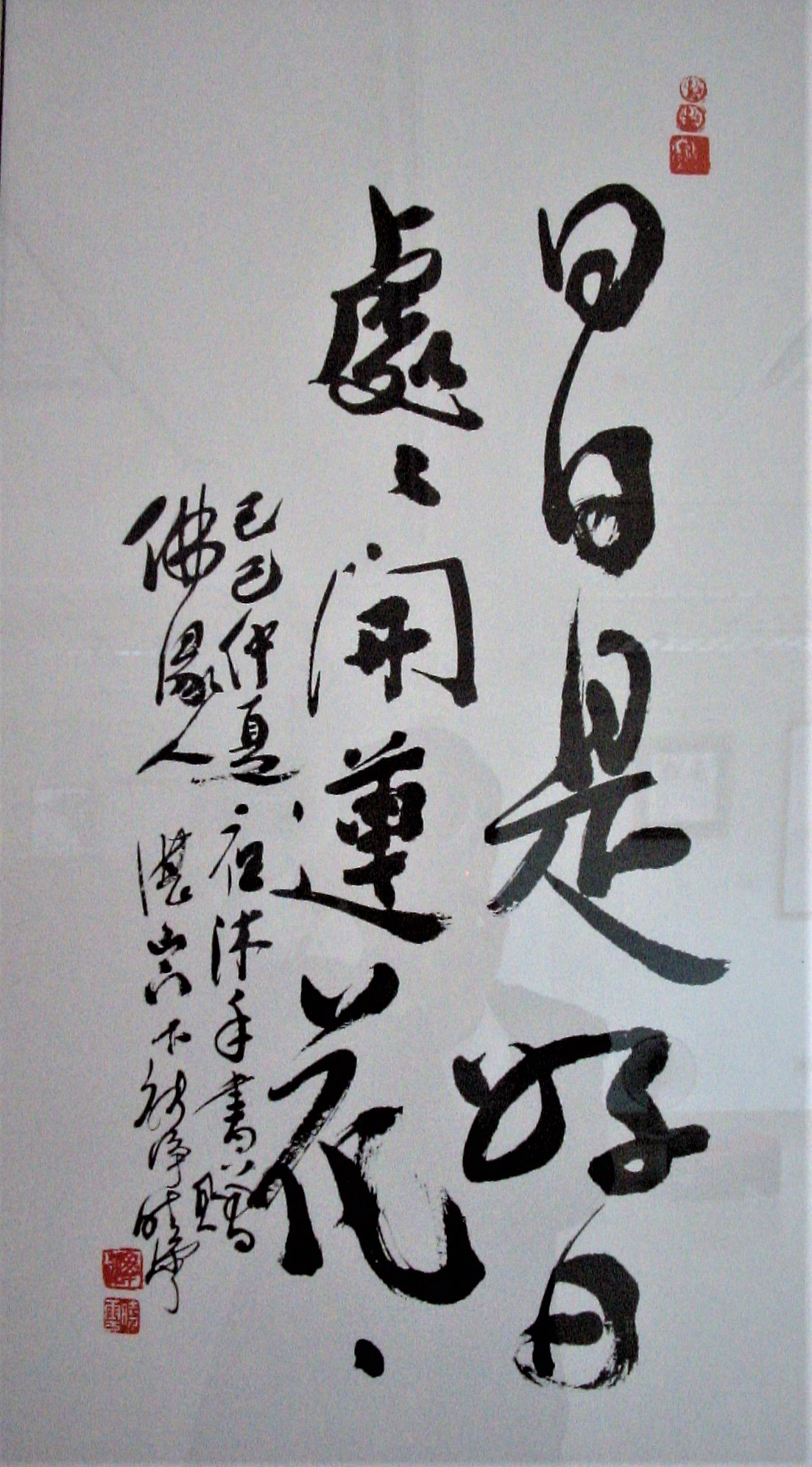
샤오윈 선사의 서예 필적

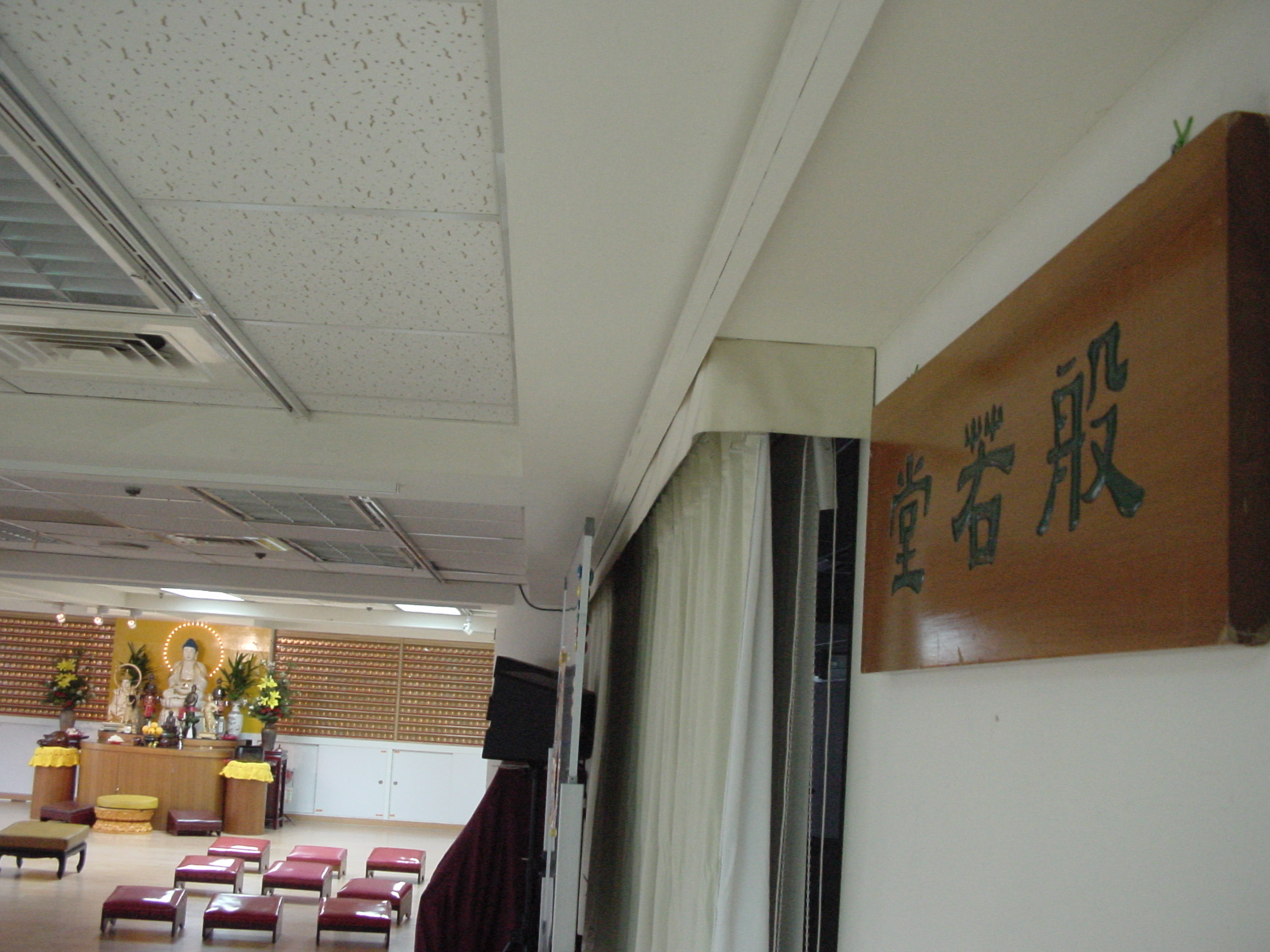
1990년대에 샤오윈 선사가 참선 수행을 하던 장소

샤오윈(曉雲, 1912년 2월 29일 ~ 2004년 10월 15일)은 타이완의 불교 승려이다. 서예가, 시인으로도 활동했다.

## 생애

### 일생
중화민국 광둥성 난하이구에서 출생했으며 홍콩에서 성장했다.
1935년 중화민국 쓰촨성 청두에서 불교 승려로 출가했으며 이후 타이베이로 이주했다. 이후 서예가로 활동했으며 국부천대이후 타이완에 남아서 서예가 및 시인으로 활동했다.
타이난 청궁대학교 겸임교수, 타이베이 화판 대학교 석좌교수를 지냈다.

### 학력
- 홍콩 리징 미술전문학원 동양미술학과 전문학사(1934년)
- 중화민국 타이완 성 타이베이 난중 미술전문학원 서예학과 전문학사(1944년)

### 이외 이력
- 자유중화민국 타이완 국립 타이난 청궁 대학교 겸임교수
- 자유중화민국 타이완 신베이 화판 대학교 석좌교수